# Robert Arnoux
Pour les articles homonymes, voir Arnoux.
Robert Arnoux (né le 23 octobre 1899 à Lille et mort le 13 mars 1964 à Paris 16e) est un acteur français de cinéma et de théâtre.

## Biographie
Après avoir suivi des cours classiques au Conservatoire, où il croise notamment Charles Boyer et Pierre Blanchar, Robert Arnoux débute en 1917 à l'Odéon où il reste cinq ans. Il y interprète Becque et Musset[précision nécessaire]. Puis il passe au boulevard : Les Hommes, Le Paquebot Tenacity de Charles Vildrac, Lucienne et le Boucher de Marcel Aymé, Les Invités du bon Dieu d'Armand Salacrou, etc. Il se lance dans une carrière cinématographique. Ses débuts coïncident avec l’arrivée du parlant en France. Il tourne d’abord pour la firme allemande UFA (Tumultes en 1931, Le Congrès s’amuse) en 1932), puis pour la Paramount Pictures (La Perle, 1932).
Deux films (Mademoiselle ma mère en 1937 et Amédée en 1949) lui permettent de jouer la co-vedette masculine, mais il incarne rarement les premiers rôles. Arnoux apparaît malgré tout régulièrement dans de nombreux films à succès (le préfet dans Lettres d'amour en 1942, le profiteur du marché noir dans La Traversée de Paris en 1956 et un autre trafiquant dans Voici le temps des assassins en 1956) et donne la réplique à toute une génération de comédiens parmi lesquels Jean Gabin, Claude Brasseur ou encore Louis Jouvet. 

## Filmographie

### Cinéma
- 1921 : Hantise de Jean Kemm
- 1925 : Napoléon d'Abel Gance
- 1931 : Côte d'Azur de Roger Capellani : Anselme Duval
- 1931 : Tumultes de Robert Siodmak : Willy
- 1931 : Rive gauche d'Alexander Korda : Alfred
- 1931 : Le congrès s'amuse d'Erik Charell : Pépé
- 1932 : La Perle de René Guissart
- 1932 : Le Beau Rôle de Roger Capellani (court métrage)
- 1932 : Madame ne veut pas d'enfants de Hans Steinhoff et Constantin Landau : Félix Le Barrois
- 1932 : Le Truc du Brésilien d'Alberto Cavalcanti
- 1932 : La Pouponnière de Jean Boyer : Jean Moreau
- 1932 : Ma femme... homme d'affaires de Max de Vaucorbeil : Pierre
- 1932 : Laissez faire le temps (court métrage)
- 1932 : Monsieur boude de Lucien Jaquelux (court métrage)
- 1932 : Quand monsieur voudra de Jean Margueritte (court métrage)
- 1932 : La Saisie de Jean Margueritte (court métrage)
- 1933 : Je te confie ma femme de René Guissart
- 1933 : Une femme au volant de Kurt Gerron et Pierre Billon
- 1933 : Martini sec d'Edmond T. Gréville (court métrage)
- 1934 : Liliom de Fritz Lang : le tourneur
- 1934 : Jeunesse de Georges Lacombe : Jean
- 1934 : Monsieur le vagabond d'Edmond T. Gréville (court métrage)
- 1934 : Remous d'Edmond T. Gréville : Pierre
- 1934 : Un drôle de locataire de René Pujol (court métrage)
- 1934 : Les Surprises du cinéma parlant de Giulio Del Torre (court métrage)
- 1935 : Une nuit de noces de Georges Monca et Maurice Kéroul : Gaston
- 1935 : Bourrachon de René Guissart
- 1935 : Le Contrôleur des wagons-lits de Richard Eichberg
- 1935 : Gangster malgré lui d'André Hugon
- 1935 : La fille de madame Angot de Jean Bernard-Derosne : Pomponnet, un coiffeur
- 1935 : Stradivarius de Géza von Bolváry et Albert Valentin : Imre Berczy
- 1935 : Antonia, romance hongroise de Max Neufeld et Jean Boyer : Pali
- 1935 : Marchand d'amour d'Edmond T. Gréville : Léo
- 1935 : Princesse Tam Tam d'Edmond T. Gréville : Coton
- 1935 : Soirée de gala de Victor de Fast (court métrage)
- 1936 : Sept Hommes, une femme d'Yves Mirande
- 1936 : La Terre qui meurt de Jean Vallée : François
- 1936 : Josette de Christian-Jaque : Rémy Doré
- 1936 : La Souris bleue de Pierre-Jean Ducis : M. Rigaud
- 1936 : Le Petit Chemin d'André Gillois (court métrage)
- 1937 : Enfants de Paris de Gaston Roudès : l'oncle
- 1937 : Mademoiselle ma mère d'Henri Decoin : M. Moreuil
- 1937 : Boulot aviateur ou Fripons, voleurs et Cie de Maurice de Canonge : Boulot
- 1937 : Balthazar de Pierre Colombier
- 1937 : L'Appel de la vie de Georges Neveux : Marmouset
- 1937 : Une petite fortune d'Yves Mirande (court métrage)
- 1937 : Une fille à Monsieur Merle d'Yves Mirande (court métrage)
- 1937 : Monsieur le comte est servi d'Yves Mirande (court métrage)
- 1937 : Si j'avais su d'Yves Mirande (court métrage)
- 1938 : Le Plus Beau Gosse de France de René Pujol
- 1938 : Visages de femmes de René Guissart
- 1938 : Vedette d'un jour d'Yves Mirande (court métrage)
- 1939 : Circonstances atténuantes de Jean Boyer : Gabriel, le chauffeur
- 1939 : Pour le maillot jaune de Jean Stelli : Regrattier
- 1939 : Sérénade de Jean Boyer : M. Chavert
- 1941 : Le Prince charmant de Jean Boyer : Ernest
- 1941 : Chèque au porteur de Jean Boyer : Gaétan
- 1941 : Croisières sidérales d'André Zwobada : Antoine, le banquier
- 1942 : Lettres d'amour de Claude Autant-Lara : M. de La Jacquerie
- 1942 : Frédérica de Jean Boyer : Julien Blanchet
- 1945 : Dorothée cherche l'amour d'Edmond T. Gréville
- 1945 : La Femme fatale de Jean Boyer : M. Coussol
- 1945 : Nous ne sommes pas mariés de Bernard Roland : Camille
- 1946 : Histoire de chanter de Gilles Grangier : Barette
- 1947 : Miroir de Raymond Lamy : M. Leroy-Garnier
- 1948 : Rocambole de Jacques de Baroncelli (1re époque) : Venture
- 1948  : La Revanche de Baccarat de Jacques de Baroncelli (2e époque) : Venture
- 1948 : Le Bal des pompiers d'André Berthomieu : Touvoir
- 1948 : Entre onze heures et minuit d'Henri Decoin : Rossignol
- 1949 : Au grand balcon d'Henri Decoin : Vuillemin
- 1949 : Fantômas contre Fantômas de Robert Vernay : Noblet
- 1949 : L'Atomique monsieur Placido de Robert Hennion : Joe
- 1949 : Amédée de Gilles Grangier : M. Mareuill
- 1950 : Les femmes sont folles de Gilles Grangier : Gaston
- 1950 : Méfiez-vous des blondes d'André Hunebelle : le rédacteur en chef
- 1950 : Mademoiselle Josette, ma femme d'André Berthomieu : Panard
- 1951 : Andalousie et la version espagnole El sueño de Andalucia de Robert Vernay et Luis Lucia, pour la version espagnole : Schnell
- 1951 : Chacun son tour d'André Berthomieu : Raoul
- 1951 : Barbe-Bleue de Christian-Jaque : Mathieu les Grands-Pieds
- 1951 : La nuit est mon royaume de Georges Lacombe : Julien Latour
- 1952 : Mon curé chez les riches d'Henri Diamant-Berger : Cousinet
- 1952 : Manina, la fille sans voiles de Willy Rozier : M. Mouton-Pierzel
- 1953 : Trois jours de bringue à Paris d'Émile Couzinet : le commissaire
- 1954 : Orient-Express de Carlo Ludovico Bragaglia : Jean Tribot, alias M. Davis
- 1956 : Voici le temps des assassins de Julien Duvivier : Bouvier, le riche mandataire des Halles
- 1956 : Mon curé chez les pauvres d'Henri Diamant-Berger : Cousinet
- 1956 : Les Lumières du soir de Robert Vernay
- 1956 : La Traversée de Paris de Claude Autant-Lara : Marchandot, le charcutier
- 1956 : Une nuit aux Baléares de Paul Mesnier : Loulou
- 1957 : Le Triporteur de Jack Pinoteau : le président du club de foot de Vaubrelle
- 1957 : La Garçonne de Jacqueline Audry : M. Sorbier
- 1958 : Oh ! Qué mambo de John Berry : le directeur de l'agence bancaire
- 1960 : Il suffit d'aimer de Robert Darène : le docteur Douzou
- 1960 : Le Caïd de Bernard Borderie : le directeur de la SOCOREP
- 1961 : À rebrousse-poil de Pierre Armand
- 1962 : Arsène Lupin contre Arsène Lupin d'Édouard Molinaro : Hector Marin
- 1962 : Seul... à corps perdu de Jean Maley : le rédacteur en chef
- 1965 : Humour noir, film à sketches, épisode La Bestiole de Claude Autant-Lara

### Télévision
- 1961 : Les Cinq Dernières Minutes : L'Avoine et l'Oseille de Claude Loursais : Albert Verniolle
- 1962 : Les Cinq Dernières Minutes : Un mort à la une de Pierre Nivollet : le clochard

## Théâtre
- 1922 : Le Mariage de Mademoiselle Beulemans de Frantz Fonson et Fernand Wicheler, Théâtre de l'Odéon
- 1924 : L'Homme qui n'est plus de ce monde de Lucien Besnard, Théâtre de l'Odéon
- 1924 : Jésus de Nazareth de Paul Demasy, mise en scène Firmin Gémier, Théâtre de l'Odéon
- 1929 : Plus ça change, féerie de Rip, musique Mathé, mise en scène Georgé, Le Moulin de la Chanson
- 1931 : Les hommes de Paul Vialar, mise en scène Georges Pitoëff, Théâtre des Arts
- 1947 : L'Empereur de Chine de Jean-Pierre Aumont, mise en scène Marcel Herrand, Théâtre des Mathurins
- 1948 : Lucienne et le Boucher de Marcel Aymé, mise en scène Georges Douking, Théâtre du Vieux-Colombier
- 1951 : Lucienne et le Boucher de Marcel Aymé, mise en scène Georges Douking, Théâtre de la Porte-Saint-Martin
- 1953 : Lucienne et le Boucher de Marcel Aymé, mise en scène Georges Douking, Théâtre des Célestins
- 1953 : Les Invités du bon Dieu d'Armand Salacrou, mise en scène Yves Robert, Théâtre Saint-Georges
- 1954 : La main passe de Georges Feydeau, mise en scène Jean Meyer, Théâtre Antoine
- 1957 : L'École des cocottes de Paul Armont et Marcel Gerbidon, mise en scène Jacques Charon, Théâtre des Célestins
- 1959 : On ne badine pas avec l'amour d'Alfred de Musset, mise en scène René Clair, TNP Théâtre de Chaillot
- 1959 : Le Train pour Venise de Louis Verneuil & Georges Berr, mise en scène Jacques Charon, Théâtre Michel